# Riley Creek Ranger Cabin No. 20
 (juin 2020).
Pour les articles homonymes, voir Riley.
La Riley Creek Ranger Cabin No. 20 est une cabane en rondins et station de rangers américaine située dans le borough de Denali, en Alaska. Protégée au sein des parc national et réserve du Denali, elle est inscrite au Registre national des lieux historiques depuis le 25 novembre 1986.